# Miguel Barca Blasco
Miguel Barca Blasco (Santiago de Compostela, 9 de mayo de 1883-8 de marzo de 1945), médico y periodista, fue una de las personalidades más destacadas de la sociedad compostelana durante la primera mitad del siglo XX, con una gran influencia en la vida cultural, religiosa, política y deportiva de la ciudad, así como en el desarrollo de la Guerra Civil en Santiago.

## Biografía
Era descendiente de una de las ramas más antiguas de los Duques de Frías e hijo del médico Miguel Barca Nogueira, profesor en Medicina y Cirugía. Residió durante su infancia en la Casa de Barca, y en edad escolar se trasladó con sus padres a La Coruña. Tras obtener el Grado de Bachiller en 1902 regresó a su ciudad natal para iniciar sus estudios universitarios en 1903.

### Actividad académica
Se licenció con sobresaliente en Medicina y Cirugía por la Universidad de Santiago en 1909, siendo compañero de promoción de Castelao. En su penúltimo curso de carrera fue promocionado para trabajar como agregado en la Sala de Infancia del Niño Jesús de la  Clínica de Pediatría del Hospital Clínico, y en el último curso fue nombrado profesor clínico de Medicina y admitido como interno numerario de la cátedra de Medicina Legal del mismo hospital. Al año siguiente de su licenciatura se trasladó a Madrid, donde completó sus estudios especializándose en Odontología por la Facultad de Medicina de la Universidad de Madrid.

#### Tuna Compostelana
En su época de estudiante alcanzó gran popularidad como miembro de la Tuna Compostelana, de la que fue vicepresidente, hasta el punto de convertirse en una de sus figuras históricas y ser recordado durante décadas, famoso por una destreza nunca antes vista como panderetólogo y por haber formado parte de la promoción que en 1906 abarrotó teatros y calles a su paso en una gira por las principales ciudades de Galicia y Portugal, culminada con un concierto en el Coliseu dos Recreios de Lisboa y una recepción privada con los Reyes de Portugal en el Palácio das Necessidades. A finales del mismo año fue también uno de los fundadores de la Filarmónica Universitaria de Santiago, en la que destacó por sus dotes como guitarrista, con las que más de una década después asombraría en una velada de amigos a Andrés Segovia, a quien le unió una cercana amistad desde entonces.

### Actividad profesional
Comenzó su carrera periodística en 1908 como corresponsal de Faro de Vigo en Santiago. Durante los años siguientes fue uno de los modernistas regionalistas integrantes del Cenáculo de los Inmortales y formó parte del consejo de redacción de la revista Suevia Literaria, en la que colaboraron Valle-Inclán y Juan Ramón Jiménez, entre otros. A lo largo de más de tres décadas colaboró como articulista y columnista con la revista Blanco y Negro, el semanario satírico madrileño Buen Humor, el rotativo local El Compostelano y el semanario católico La Renovación, entre muchas otras publicaciones, casi siempre de forma anónima bajo diversos pseudónimos para que su actividad como periodista no interfiriese con el ejercicio de su profesión médica.
Como médico, empezó a trabajar después de completar sus estudios en 1910 en la clínica familiar de la Rúa Nueva de Santiago, y al cabo de un año inauguró en Vigo su propio consultorio odontológico, equipado con aparatos de última generación importados desde Estados Unidos y Alemania. En 1915 se trasladó a Santiago y estableció su nuevo consultorio en la Rúa del Villar, y tras la apertura de un gabinete con sanatorio en Villagarcía de Arosa diez años después, trabajó a caballo entre ambas localidades hasta 1930. En 1935 fijó su clínica de forma definitiva en la Plaza de Mazarelos, donde puso fin a una carrera de más de tres décadas habiendo ejercido en las áreas de odontología, pediatría, medicina legal, medicina deportiva y medicina militar.

### Actividad social
Al margen de su labor profesional desarrolló una intensa actividad social en Santiago de Compostela, participando de manera destacada en la vida cultural, religiosa, política y deportiva de la ciudad a través de sus principales instituciones. No obstante, apenas queda una estela difusa de la labor que impulsó por Santiago, debido a que sus reticencias al reconocimiento público le llevaron a pedir con cada vez más frecuencia que sus gestiones y contribuciones permaneciesen en el anonimato.
Formó parte de la junta directiva del Casino de Santiago y fue vicepresidente de la Liga de Amigos y del Recreo Artístico, los tres grandes referentes de la alta sociedad compostelana de la época. Desde su posición en estas asociaciones ejerció una valiosa labor de mecenazgo cultural, promoviendo la celebración de conciertos, exposiciones, certámenes y conferencias, impulsando la construcción de monumentos en honor a personalidades locales y asumiendo anualmente las tareas de organización de las fiestas patronales de Santiago Apóstol, emblema de la ciudad y escaparate para turistas y peregrinos del Camino de Santiago.

#### Actividad religiosa
Desde su infancia y durante su juventud se formó como miembro numerario de la Congregación de la Anunciada y San Luis Gonzaga, o de los Luises, dirigida por la Compañía de Jesús y precursora en España de la Asociación Católica de Propagandistas en la preparación de minorías selectas, forjadas en la devoción, el estudio y la acción, llamadas a alcanzar puestos influyentes en el orden público para poner en práctica los principios del catolicismo social, protegiendo los valores de la Iglesia y las necesidades de la sociedad. Una vez completada su formación siguió vinculado a la congregación como mentor, designado además como vocal de la junta directiva en 1909.
En los años siguientes desempeñó una labor semejante como presidente de la Juventud Antoniana, asociación franciscana recién fundada dentro del marco de la Pía Unión de San Antonio de Padua, de la que era numerario, con el fin de fomentar entre los jóvenes la religiosidad, la educación y el ejercicio de la caridad a través de catequesis, actos culturales, bibliotecas populares y servicios de asistencia social. También fue secretario de la Cofradía de Nuestra Señora del Carmen, que ofrecía sufragios espirituales y prestaba auxilio material a las familias de los cofrades difuntos acuciadas por la necesidad, y miembro de la Adoración Nocturna, que promovía la fe en el Santísimo Sacramento por medio de la celebración de vigilias eucarísticas y administraba periódicamente el Viático a los pacientes del Hospital Real y demás personas necesitadas.

#### Actividad política
Participó en la vida política de la ciudad como directivo de la Juventud Conservadora. Ante la escisión de los conservadores entre mauristas y datistas, fue uno de los miembros que expresaron su adhesión a la política maurista al propio Antonio Maura y al Marqués de Figueroa, apostando por una democracia orgánica frente al liberalismo individualista, por el catolicismo social frente al caciquismo oligárquico, por un enfoque regionalista frente al centralismo, y por un intervencionismo estatal para mantener la soberanía del capital y el trabajo frente a las inversiones extranjeras. Tras consumarse la transición al maurismo con el cambio de denominación oficial en 1916 fue nombrado secretario del partido, que con López Mosquera y Gil Casares alcanzaría la alcaldía de Santiago en 1917 y la ocuparía en dos ocasiones más durante los años siguientes.

#### Santiago Sporting Club

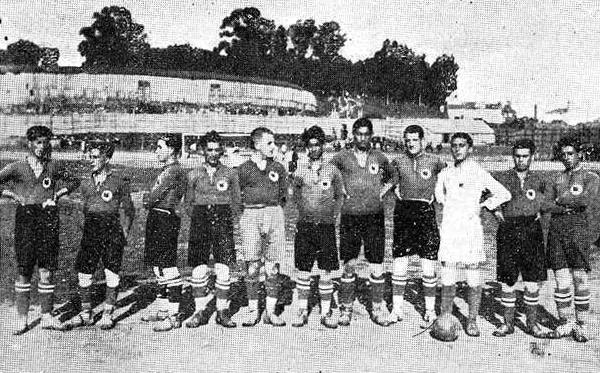
Alineación del Santiago Sporting en el Campo de Don Mendo frente al Real Vigo en la Copa del Apóstol de 1922.

En 1920 asumió la presidencia del Santiago Sporting Club, refundado la temporada anterior por antiguos jugadores de la primera etapa de existencia del equipo. Se propuso desarrollar un club al estilo inglés, que conjugase el fomento del deporte con la formación cultural y el desarrollo de una cantera de base universitaria con una gestión profesional de fichajes de futbolistas destacados. Con una aportación de su propio capital y una subvención del Ayuntamiento, en menos de un año completó la adquisición de terrenos y construcción de un estadio propio, el Campo de Don Mendo, y la inauguración de un club de caballeros para los socios y los jugadores del equipo.
Durante su presidencia el club fundó el Campeonato de Compostela, se ocupó de la organización de la Copa del Apóstol, atrajo a equipos de primera fila para la disputa de torneos y partidos amistosos y celebró encuentros y actos benéficos, convirtiéndose en la primera sociedad deportiva compostelana. Con tres subcampeonatos locales y una Copa del Apóstol en su palmarés, el Sporting alcanzó en 1922 su mayor éxito deportivo al convertirse en el primer equipo santiagués que conseguía ascender a la Segunda Categoría del Campeonato de Galicia, pero un escándalo administrativo en el seno de la Federación Gallega de Fútbol anuló la promoción.
El ascenso fallido provocó la salida de los mejores jugadores, que con nivel para aspirar a jugar en la Primera Categoría prefirieron las ofertas de los grandes equipos coruñeses y vigueses antes que jugar una temporada más en Tercera. La enfermedad de Manuel Romero Gerpe, vicepresidente, antiguo jugador y alma del equipo, puso fin a la historia del club, que ya no participaría en ninguna competición oficial en 1923 y desaparecería definitivamente a finales del año siguiente.
Además de esta experiencia como presidente del Sporting, tuvo relación con el deporte como organizador y presidente del jurado de la Copa Buick y otras pruebas ciclistas, y en 1929 asumió la dirección de los servicios médicos del Santiago Fútbol Club, antiguo Club Deportivo Rápido de Santiago, como parte del ambicioso proyecto de asociación con el Recreo Artístico para desarrollar un club federado con secciones profesionales de atletismo, boxeo, gimnasia y otros deportes.

### Guerra Civil
La ola de violencia anticlerical desatada en España pocas semanas después de la proclamación de la Segunda República, que en apenas tres días provocó la quema y profanación de alrededor de cien edificios religiosos y dejó varios muertos y heridos ante la pasividad del Gobierno, le produjo una profunda consternación.
Su preocupación fue en aumento con la persecución religiosa que tuvo lugar a lo largo de los meses siguientes, a partir de episodios tales como la expropiación de los bienes de la Compañía de Jesús, la secularización de los cementerios, la intención de clausurar los colegios religiosos, y después, los asesinatos de decenas de sacerdotes y la destrucción de iglesias con que el PSOE y la UGT reaccionaron durante la Revolución de octubre de 1934 en Asturias al acceso democrático de la CEDA al gobierno.
Finalmente, en el asesinato de Calvo Sotelo días antes de la Guerra Civil reconoció el martirio de un justo que había de mover la conciencia ciudadana y ser motivo de redención para una España caótica, anarquizada y corrompida por el marxismo, necesitada de un resurgimiento histórico y una regeneración de costumbres.

#### Milicias de Santiago
Con anterioridad al pronunciamiento del 18 de julio fue uno de los organizadores de las Milicias de Santiago, que una vez declarada la Guerra Civil habrían de actuar como fuerza de retaguardia complementaria al Ejército y a la Guardia Civil prestando servicios de vigilancia y defensa de la población. Por su rectitud y entusiasmo, la Jefatura Provincial lo nombró Presidente de la Junta de Honor de las Milicias, y sin haber sido militar, el rigor de su preparación le mereció muy pronto el rango de sargento. En señal de su importancia en el cuerpo, en 1937 actuó como abanderado en el desfile de la Artillería y Fuerzas Armadas en conmemoración del levantamiento del 2 de mayo.

#### Milicia Nacional
Con la entrada en vigor del Decreto de Unificación, que integraba todas las milicias combatientes en una sola milicia nacional, en abril de 1937 pasó a prestar servicio a la Milicia Nacional de FET y de las JONS con la categoría de Jefe de Falange y el cargo de Subinspector del Servicio de Antiaeronáutica, encuadrado en la Séptima Sección del Estado Mayor del Ejército. Al mismo tiempo desempeñó tareas secretas de inteligencia como de Auxiliar del Servicio de Información e Investigación y trabajó como voluntario para ofrecer asistencia odontológica gratuita a los miembros sin recursos de la Delegación Sindical como médico afiliado a la Central Nacional Sindicalista.
En todas sus acciones de guerra supeditó su participación al cumplimiento estricto de sus valores cristianos, abogando por defender sin atacar, oponiéndose rotundamente a la represión y promoviendo la conciliación, de acuerdo con el principio de la lucha sin odio. Por su compromiso y dedicación, sus esfuerzos propagandísticos y sus contribuciones económicas fue reconocido como uno de los miembros más entusiastas del Movimiento Nacional, y condecorado con la Medalla de la Campaña.

### Ejército del Aire
Al término de la Guerra Civil mantuvo su relación con las Fuerzas Armadas al ser nombrado Jefe del Cuerpo Militar de Sanidad de la Región Aérea Atlántica del Ejército del Aire con el rango de médico alférez, simultaneando sus servicios médicos en el Hospital Militar de San Cayetano con los de su propio consultorio odontológico.

## Vida personal
Era padre del Comandante de Artillería Miguel Barca del Duque, Caballero de la Orden de San Hermenegildo y combatiente en varias de las batallas más importantes de la Guerra Civil, y cuñado del Coronel de Infantería Adelino Delduque da Costa, Gobernador de Damán y combatiente en la Primera Guerra Mundial.
La orla de su promoción universitaria se encuentra expuesta en la Real Academia de Medicina y Cirugía de Galicia y en la Casa de la Troya.
Fue al mismo tiempo un apasionado de su ciudad y un gran viajero. Al estilo de un sportsman de la época, practicó la esgrima como aficionado, cultivó un interés por la aviación a través de sus vínculos con la Liga de Amigos, conducía su propia motocicleta, y fue propietario de uno de los primeros automóviles de Santiago.

## Condecoraciones
- Medalla de la Campaña